# Социалистический народный блок
Социалистический народный блок или Социалистический народный альянс (араб. حزب التحالف الشعبي الإشتراكي‎ Хизб аль-тахалоф аль-шуаби аль-иштераки) — левая политическая партия в Египте.

## Деятельность
Основана в апреле 2011 года вскоре после египетской революции. В её состав вошли многие левые организации, в том числе часть членов партии Тагамму. 10 мая 2011 года СНБ вошла в состав Коалиции социалистических сил. В Коалицию также вошли Египетская социалистическая партия, Египетская коммунистическая партия, Революционные социалисты и Демократическая рабочая партия Египта (созданная по инициативе «Революционных социалистов» как политическое крыло Федерации египетских профсоюзов).
3 сентября 2011 года партия была официально признана. До октября 2011 года СНБ была членом леволиберального Египетского блока. Партия участвовала в парламентских выборах в Египте в 2011—2012 году в составе блока «Революция продолжается». Список блока возглавил лидер СНБ Абу аль-Изз аль-Харири. По результатам выборов блок получил право сформировать фракцию из 9 человек, 7 мандатов достались представителям СНБ. Лидер партии Абу аль-Изз аль-Харири участвовал в президентских выборах 2012 года, он смог получить 0,17 % голосов избирателей.
В августе 2012 года в состав СНБ влилась Египетская социалистическая партия. В сентябре 2012 года СНБ вошёл в состав Революционно-демократической коалиции, которая объединила левые силы Египта (Тагамму, Египетская коммунистическая партия, Демократическая рабочая партия Египта, «Революционные социалисты», Рабоче-крестьянская партия, Социалистический союз молодёжи, Египетская коалиция борьбы с коррупцией, Движение имени Мины Даниэля). В ноябре 2012 году СНБ присоединился к Фронту национального спасения, сформированному для противодействия проекту конституционных изменений, вводимых президентом Мурси.
В ноябре 2012 года один из основателей СНБ, 52-летний Фати Гариб скончался в больнице из-за отравления слезоточивым газом, который полиция применяла, разгоняя на площади Тахрир протестующих против авторитарных и исламистских установок, продвигаемых в проекте конституции «Братьев-мусульман».
В ноябре 2013 года не менее трех сотен членов Социалистического народного блока покинули его ряды из-за недавних внутрипартийных выборов и отказа партии отмежеваться от государственной политики. Партийный лидер Абдель Гафар Шокр отказался принять их заявления. Недовольные откололись в новую Партию хлеба и мира.
32-летняя активистка СНБ, поэтесса Шаимаа Шабагх, была убита полицией в Каире 24 января 2015 года выстрелом в голову.